# Georg Jacobi von Wangelin
Georg Carl Ludwig Jacobi von Wangelin (* 28. März 1836 in Großjena; † 10. Februar 1915 in Merseburg) war ein preußischer Forstbeamter.

## Leben
Er war ein Sohn des preußischen Landrates und Rittergutsbesitzers Hermann Georg Ludwig Jacobi (1808–1883) – der 1842, respektive konkret für Preußen bereits am 21. Februar 1841 zu Berlin, in den erblichen Adelsstand mit dem Namenszusatz „von Wangelin“ erhoben wurde – und von Adolphine Friederike geb. von Wangelin (1813–1876). Die Nachfahren führen bis heute den Namenszug Jacobi von Wangelin.
Nach dem Schulbesuch in Naumburg begann Georg Jacobi von Wangelin 1860 ein Forstpraktikum und danach ein Studium an der Forstakademie in Eberswalde. 1864 unterbrach er dieses und machte freiwillig als Landwehrleutnant den Deutsch-Dänischen Krieg mit. Für seine Verdienste in diesem Feldzug wurde Jacobi von Wangelin in der Folge der Rote Adlerorden (4. Klasse) mit Schwertern verliehen. Nach Kriegsende das Studium fortsetzend, bestand er 1865 das Staatsexamen. Sodann in verschiedene Forstämtern tätig, erfolgte 1871 die Berufung von Jacobi von Wangelin als Oberförster nach Falkenberg (Trossin). Mit der Ernennung 1877 zum Forstmeister wurde er als Regierungsrat nach Danzig versetzt. 1880 berief man ihn in eine Regierungsstelle nach Merseburg, wo er nicht nur bis zur Pensionierung 1905 verblieb, sondern auch danach die Stadt als Wohnsitz beibehielt.
Schon während seines Studiums hatte sich Jacobi von Wangelin sehr für Vögel bzw. deren Schutz interessiert. Von 1886 bis 1911 war er darum Vorsitzender und danach Ehrenvorsitzender des „Deutschen Vereins zum Schutz der Vogelwelt“. Über den Auerhahn publizierte er 1887 und zur Großtrappe 1889 in der Ornithologischen Monatsschrift jeweils eine umfangreiche Arbeit. Verschiedene kleinere Veröffentlichungen folgten. Für das zwischen 1897 und 1905 in zweiter Auflage erscheinende renommierte Vogelbuch von J. A. Naumann „Naturgeschichte der Vögel Mitteleuropas“" verfasste von Wangelin die Abschnitte: Rebhuhn, Wachtel, Fasan, Trappen, Kraniche, Uferschnepfen, Brachvögel, Regenpfeifer und Dickfüße.
Für seine Verdienste wurde er 1912 ehrenhalber zum Geheimen Regierungs- und Forstrat ernannt.
Georg Jacobi von Wangelin war mehrfach verheiratet, in erster Ehe mit Hermine Lange, in zweiter Ehe mit Adelaide von Haeseler, zuletzt mit Margarete Rißmann. Aus der zweiten Ehe stammen der Sohn Hermann, der ebenfalls Forstfachmann wurde, der Sohn Richard wurde Hauptmann, Walter war Forstmeister, sämtlich mit vielen Nachfahren. Tochter Erika heiratete den Staatsminister Carl Freiherr von Brandenstein und lebte als Witwe in der Nähe von Erkner bei Berlin.